# Ontario Blues
Pour les articles homonymes, voir Ontario (homonymie).
Maillots
Actualités
Les Ontario Blues sont une sélection provinciale canadienne de rugby à XV participant au Championnat provincial du Canada de rugby à XV, une compétition de rugby à XV réunissant quatre provinces canadiennes. 

## Histoire

Localisation de l'Ontario au Canada.

La sélection est fondée en 2009 pour participer à l'Americas Rugby Championship avec d'autres équipes provinciales du Canada, de l'Argentine et des États-Unis.
En 2010, la fédération canadienne modifie le format de la compétition et créée le Championnat provincial du Canada. Les quatre équipes canadiennes ayant participé à l'ARC se reversées dans cette compétition, tandis qu'une sélection des meilleurs joueurs de la compétition représente le Canada à l'ARC. Les Blues remportent quatre titres consécutivement de 2011 à 2014, puis en 2016 et 2018.

## Palmarès
- Americas Rugby Championship (Division Canada) :
  - Deuxième : 2009.
- Championnat provincial :
  - Vainqueur (6) : 2011, 2012, 2013, 2014, 2016 et 2018.

## Joueurs emblématiques
Joueurs canadiens ayant joués pour l'Equipe nationale du Canada :
- Tyler Ardron
- Stu Ault
- Ray Barkwill
- Brett Beukeboom
- Rob Brouwer
- Aaron Carpenter
- Paul Ciulini
- Alistair Clark
- Andrew Coe
- Derek Daypuck
- Tom Dolezel
- Andrew Ferguson
- Eric Howard
- Kainoa Lloyd
- Jamie Mackenzie
- Phil Mackenzie
- Mark MacSween
- Rory McDonell
- Ander Monro
- John Moonlight
- Dan Moor
- Taylor Paris
- Dan Pletch
- Mike Pletch
- Lucas Rumball
- Mike Scholz
- Djustice Sears-Duru
- Matt Tierney
- Liam Underwood
- Andrew Wilson
- Jordan Wilson-Ross
- Doug Wooldridge